# Arbroath
Arbroath (gael. Obair Bhrothaig) – miasto w środkowej Szkocji, największe w hrabstwie Angus, na drodze z Dundee do Aberdeen, znane również jako Aberbrathock. W mieście znajdują się ruiny średniowiecznego opactwa Arbroath Abbey.

## Historia
Miejscowość została założona 3500 lat temu przez Piktów. W roku 1320 w opactwie Arbroath Abbey podpisano tzw. deklarację z Arbroath, po bitwie pod Bonnockburn. Deklaracja uniezależniała Szkocję od panowania Anglii.
Od XIV wieku jest ważnym portem rybackim.

## Atrakcje turystyczne
Miejscowość słynie z połowów i wędzenia łupacza znanego jako Arbroath Smokie, technologia wędzenia tej ryby opiera się na dymie z dębowego drewna.
Niedaleko Arbroath znajdują się czerwone klify, a w nich jaskinie takie jak np. Forbidden Cave.
Atrakcją jest również Muzeum Archeologiczne zawierające np. kolekcję kamieni Piktów.

## Galeria

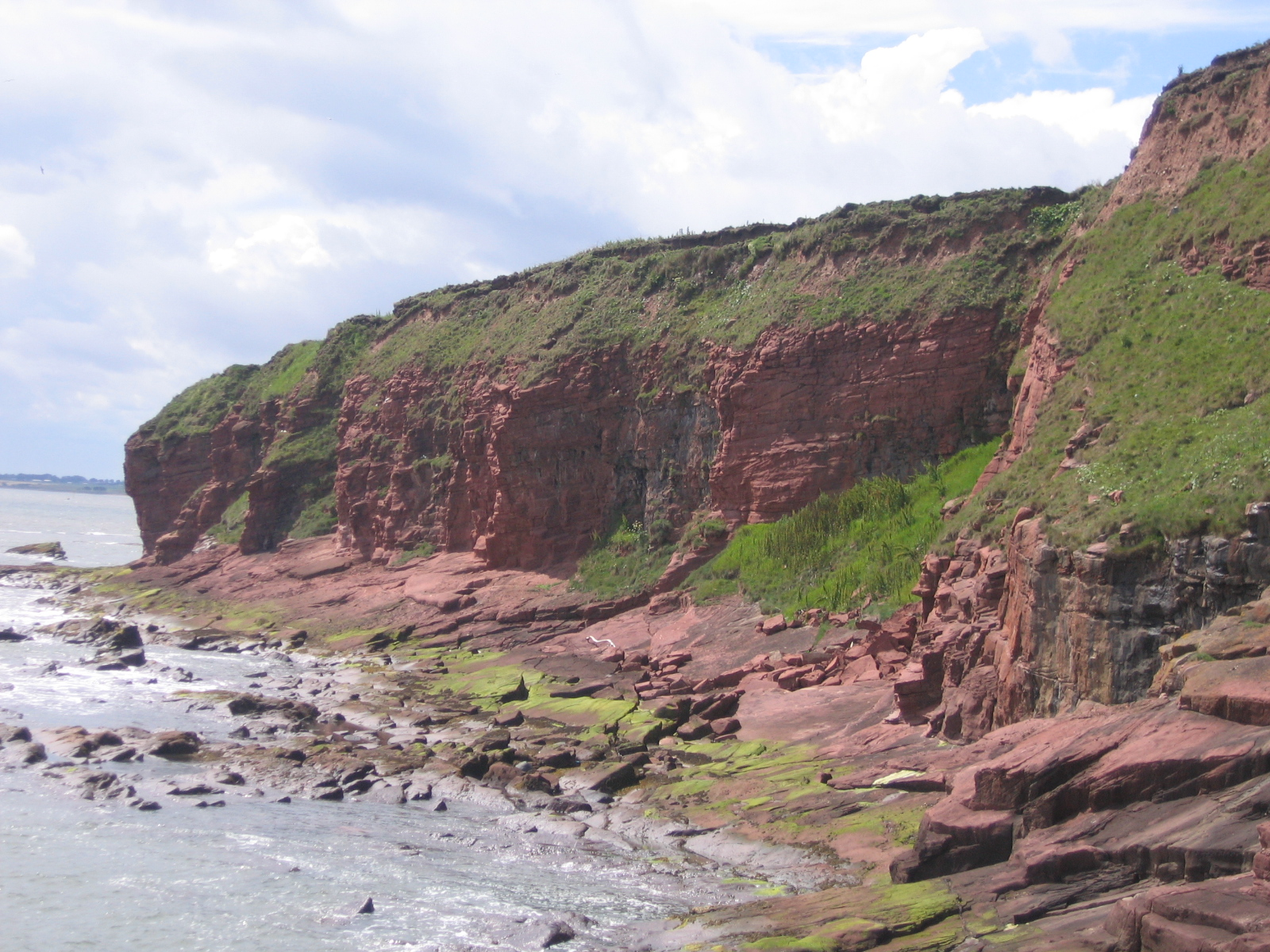
Klify w okolicy Arbroath
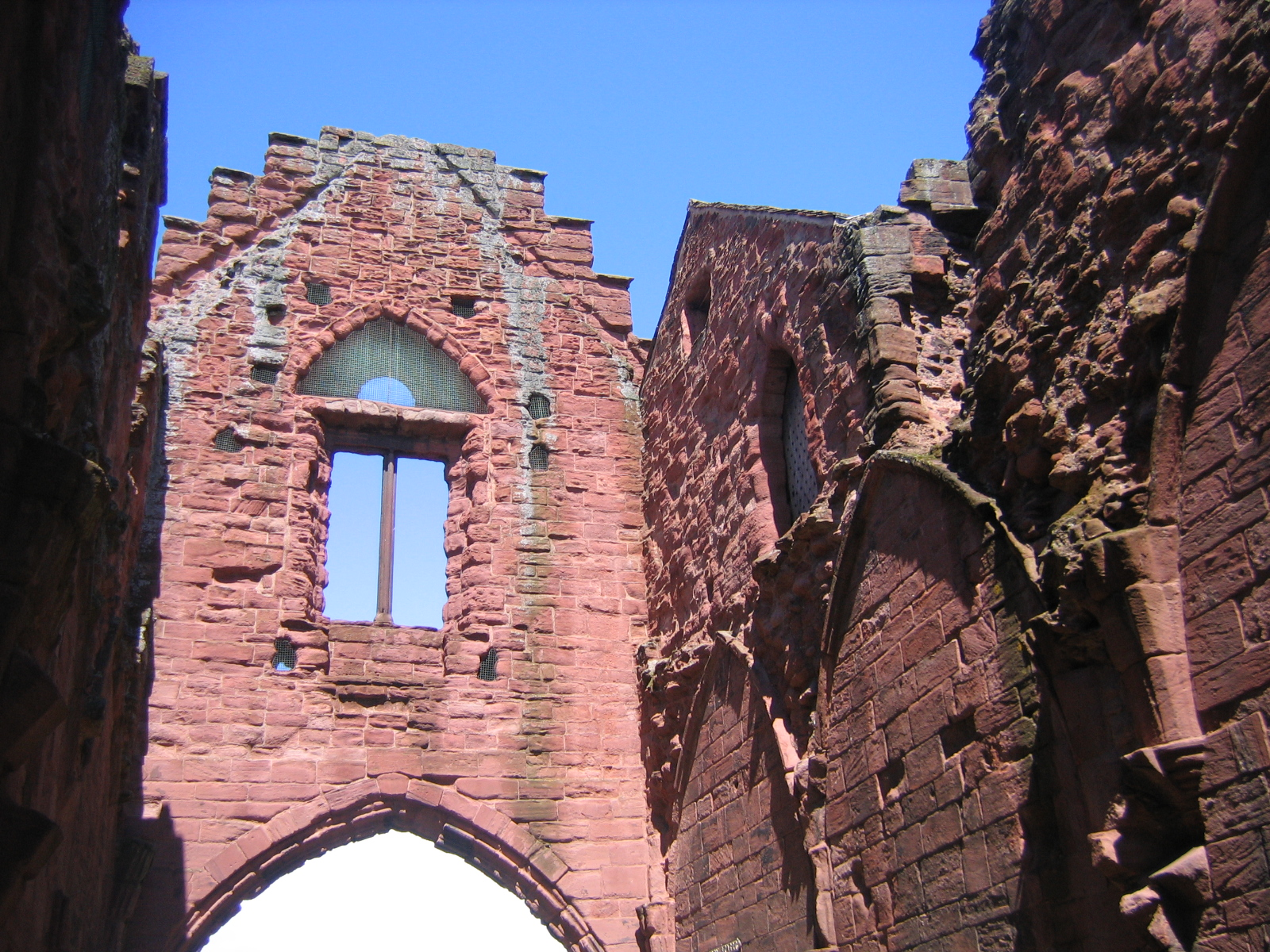
Opactwo Arbroath

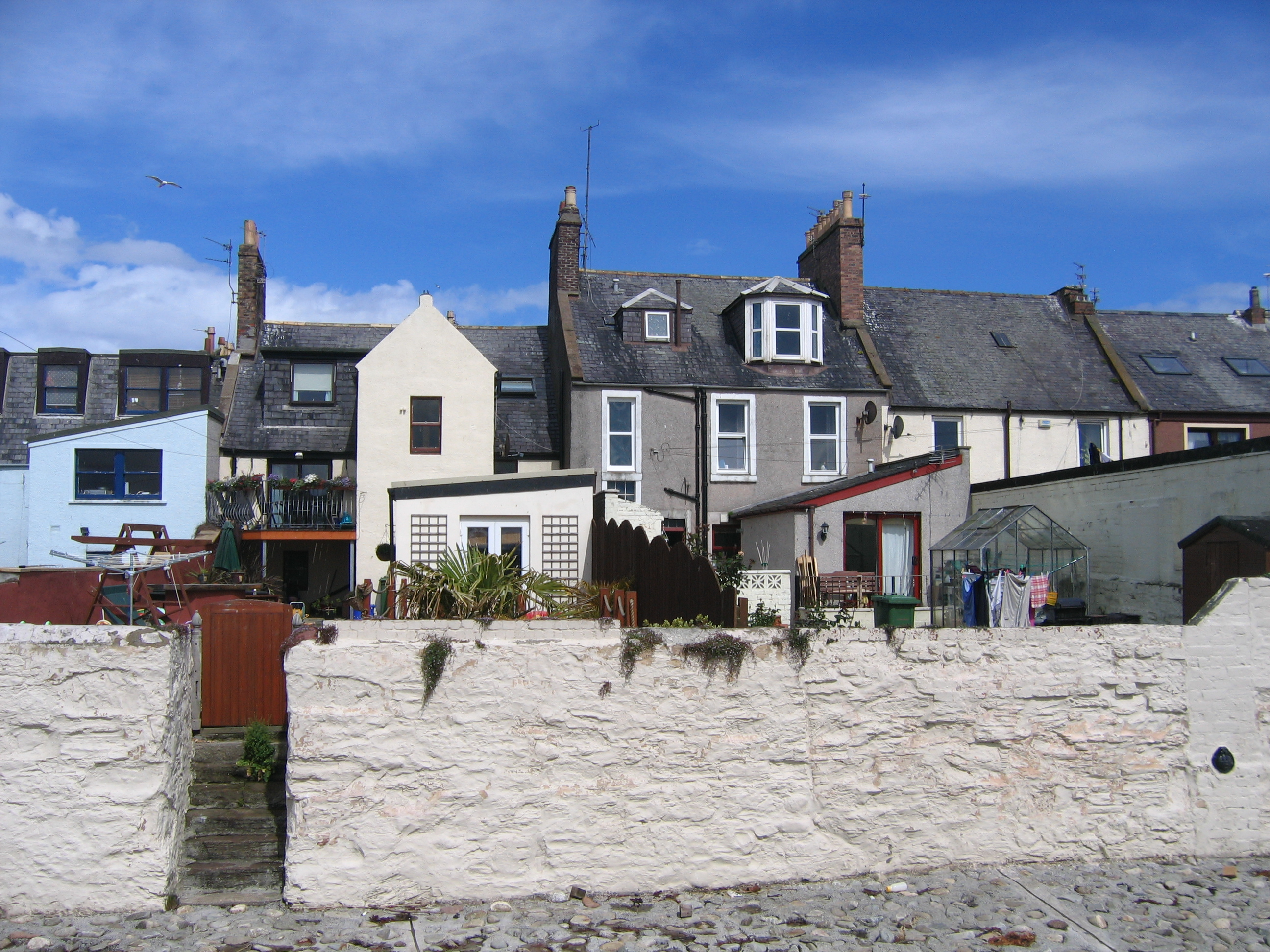
Domy rybackie